# 埃爾姆伍德 (內布拉斯加州)
埃爾姆伍德（英語：Elmwood）是位於美國內布拉斯加州卡斯縣的村。

## 人口
根據2020年美國人口普查的數據，埃爾姆伍德的面積為0.97平方千米，皆為陸地。當地共有人口654人，而人口密度為每平方千米674人。